# Atletisme als Jocs Olímpics d'estiu de 2012 – 10.000 metres masculins
La prova dels 10.000 metres masculins dels Jocs Olímpics de Londres del 2012 es va disputar el 4 d'agost a l'Estadi Olímpic de Londres.
Es disputa la final de manera directa, sense cap sèrie prèvia.
El vencedor fou el britànic Mo Farah, que s'imposà amb un temps de 27' 30" 42 a l'estatunidenc Galen Rupp i a l'etíop Tariku Bekele.

## Rècords
Abans de la prova els rècords del món i olímpic existents eren els següents:
| Rècord del món | Kenenisa Bekele (ETH) | 26' 17" 53 | Brussel·les, Bèlgica | 26 d'agost de 2005 |
| Rècord olímpic | Kenenisa Bekele (ETH) | 27' 01" 17 | Pequín, Xina         | 17 d'agost de 2008 |

## Horaris
Els horaris són segons l'horari britànic (UTC+1)
| Data                        | Hora  | Ronda |
| --------------------------- | ----- | ----- |
| Dissabte, 4 d'agost de 2012 | 21:15 | Final |

## Medallistes
| Or             | Plata            | Bronze              |
| Mo Farah (GBR) | Galen Rupp (USA) | Tariku Bekele (ETH) |

## Resultats
| Posició | Nom                             | Temps    | Notes |
| ------- | ------------------------------- | -------- | ----- |
| Or      | Mo Farah (GBR)                  | 27:30.42 |       |
| Argent  | Galen Rupp (USA)                | 27:30.90 |       |
| Bronze  | Tariku Bekele (ETH)             | 27:31.43 |       |
| 4       | Kenenisa Bekele (ETH)           | 27:32.44 |       |
| 5       | Bedan Karoki Muchiri (KEN)      | 27:32.94 |       |
| 6       | Zersenay Tadese (ERI)           | 27:33.51 |       |
| 7       | Teklemariam Medhin (ERI)        | 27:34.76 |       |
| 8       | Gebregziabher Gebremariam (ETH) | 27:36.34 |       |
| 9       | Polat Kemboi Arikan (TUR)       | 27:38.81 | PB    |
| 10      | Moses Ndiema Kipsiro (UGA)      | 27:39.22 |       |
| 11      | Cameron Levins (CAN)            | 27:40.68 |       |
| 12      | Moses Ndiema Masai (KEN)        | 27:41.34 |       |
| 13      | Dathan Ritzenhein (USA)         | 27:45.89 |       |
| 14      | Robert Kajuga (RWA)             | 27:56.67 | PB    |
| 15      | Nguse Tesfaldet (ERI)           | 27:56.78 |       |
| 16      | Thomas Ayeko (UGA)              | 27:58.96 |       |
| 17      | Moukheld Al-Outaibi (KSA)       | 28:07.25 |       |
| 18      | Mohammed Ahmed (CAN)            | 28:13.91 |       |
| 19      | Matthew Tegenkamp (USA)         | 28:18.26 |       |
| 20      | Ben St.Lawrence (AUS)           | 28:32.67 |       |
| 21      | Diego Estrada (MEX)             | 28:36.19 |       |
| 22      | Yuki Sato (JPN)                 | 28:44.06 |       |
| 23      | Ayad Lamdassem (ESP)            | 28:49.85 |       |
| 24      | Daniele Meucci (ITA)            | 28:57.46 |       |
| 25      | Christopher Thompson (GBR)      | 29:06.14 |       |
| 26      | Mykola Labovskyy (UKR)          | 29:32.12 |       |
| –       | Ali Hasan Mahboob (BRN)         | –        | Abd   |
| –       | Bayron Piedra (ECU)             | –        | Abd   |
| –       | Wilson Kiprop (KEN)             | –        | Abd   |

PB - Millor marca personal